# Tatjana Padilla

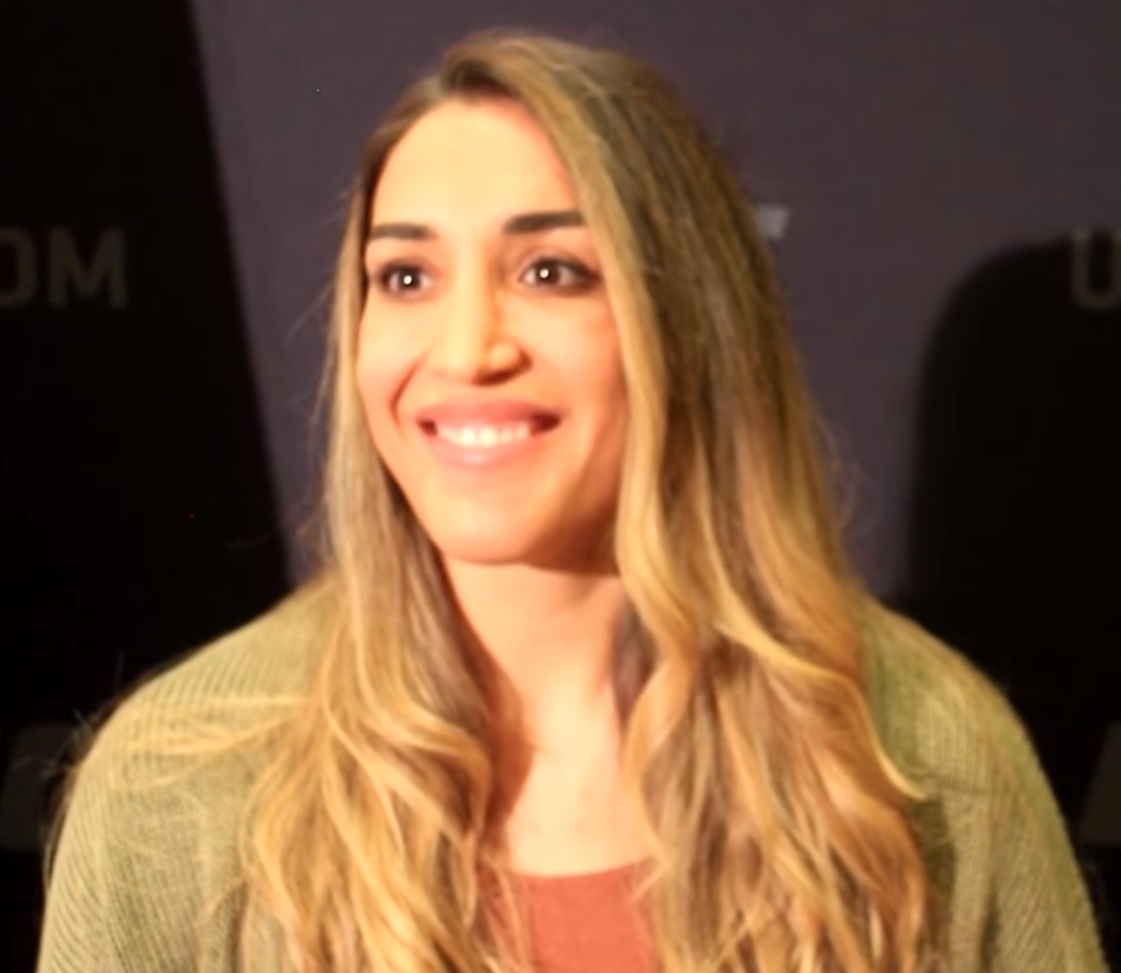
Tatjana Padilla, 2018

Tatjana Yadira Padilla Suarez (* 19. Dezember 1990 in Azusa, Kalifornien) ist eine US-amerikanische Ringerin. Sie gewann bei den Weltmeisterschaften der Damen 2008 und 2010 jeweils eine Bronzemedaille in der Gewichtsklasse bis 55 kg Körpergewicht.

## Werdegang
Tatjana Padilla wuchs in Covina Northview (Kalifornien) auf, wo sie schon im Alter von vier Jahren mit dem Ringen begann. Später setzte sie diesen Sport in der High-School und beim Ringerclub California Grapplers Lavorne fort. Ihr erster Trainer war Davie Ochoa. Im Laufe ihrer Karriere trainierte sich dann auch bei Bobby Bellamy, David Craig, Chris Lopez und den Nationalmannschaftstrainern Terry Steiner und Wladislaw Isboinikow. Nach Abschluss der High-School-Zeit besucht sie nunmehr die Lindenwood (Mo.) University. Sie ist 1,70 Meter groß und startet meist in der Gewichtsklasse bis 55 kg Körpergewicht und gehört nunmehr dem Ringerclub Sunkist Kids in Phoenix (Arizona) an. Sie trainiert meist im Leistungszentrum des US-amerikanischen Ringerverbandes in Colorado Springs.
Tatjana Padilla hatte auf nationaler Ebene bereits früh Erfolg und wurde in den Jahren 2005, 2006 und 2007 US-amerikanische Juniorenmeisterin (Altersgruppe Cadets = Altersgruppe bis zum 16. Lebensjahr) und 2007 auch erstmals US-amerikanische Juniorenmeisterin (Altersgruppe bis zum 20. Lebensjahr). 2007 wurde sie in Peking mit 17 Jahren Vize-Junioren-Weltmeisterin in der Gewichtsklasse bis 59 kg. Sie musste dabei nur der Einheimischen Li Song Ni den Vortritt lassen.
2008 wurde sie wieder US-amerikanische Juniorenmeisterin und belegte bei der US-amerikanischen Olympiaausscheidung (Trials) in der Gewichtsklasse bis 66 kg hinter Marcie van Dusen und Sally Roberts den 3. Platz. 2008 fanden nach den Olympischen Spielen auch noch Weltmeisterschaften statt. Tatjana Padilla belegte bei den WM-Trials den 1. Platz und vertrat damit die Vereinigten Staaten bei den Weltmeisterschaften in Tokio. Sie besiegte dabei Sofia Poumpouridou aus Griechenland, Enid del Carmen Rivera Velasquez aus Puerto Rico und Tatjana Grigorjewa aus Belarus, verlor dann gegen Tetjana Lasarewa aus der Ukraine und sicherte sich schließlich mit einem Sieg über Ana Maria Pavăl aus Rumänien eine WM-Bronzemedaille. Zwei Monate vorher hatte si auch schon bei der Junioren-Weltmeisterschaft in Istanbul mit einem Sieg im entscheidenden Kampf über die Inderin Geeta eine Bronzemedaille gewonnen.
2009 kam Tatjana Padilla bei der US-amerikanischen Meisterschaft der Damen in der Gewichtsklasse bis 59 kg zwar nur auf den 4. Platz. Sie siegte aber bei den WM-Trials in der Gewichtsklasse bis 55 kg und startete deshalb bei der Weltmeisterschaft in Herning/Dänemark, wo sie nach Siegen gegen Gudrun Annette Høie aus Norwegen und Geeta, Indien gegen Sona Ahmadli aus Aserbaidschan und schließlich im Kampf um eine Bronzemedaille auch gegen Alena Filipawa aus Belarus verlor und damit auf den 5. Platz kam.
2010 wurde Tatjana Padilla erstmals USA-Meisterin in der Gewichtsklasse bis 55 kg vor Helen Maroulis und Whitney Conder. Sie setzte sich dann auch in den WM-Trials gegen Helen Maroulis durch und nahm an der Weltmeisterschaft 2010 in Moskau teil. Dort gelangen ihr Siege über Salina Sidakowa, Belarus und Ana Maria Pavăl. Dann verlor sie gegen Saori Yoshida, die Doppel-Olympiasiegerin aus Japan nach Punkten, ehe sie sich mit Siegen über Um Ji-eun, Südkorea und Maria Gurowa aus Russland wieder eine WM-Bronzemedaille sichern konnte.
Im Jahre 2011 war Tatjana nur bei einigen internationalen Turnieren zu Beginn des Jahres am Start. Seit März 2011 war sie auf der Matte nicht mehr zu sehen, wobei die Gründe dafür nicht bekannt sind.

## Internationale Erfolge
| Jahr | Platz | Wettbewerb                                            | Gewichtsklasse | Ergebnisse |
| 2007 | 2.    | Junioren-WM in Peking                                 | bis 59 kg      | hinter Li Song Ni, China, vor Agata Pietrzyk, Polen und Katerina Dombrowska, Ukraine |
| 2008 | 2.    | "Dave-Schultz"-Memorial Intern. in Colorado Springs   | bis 59 kg      | hinter Erin Tomeo, vor Kelsey Campbell, beide USA |
| 2008 | 1.    | Pan Amerikanische Meisterschaften in Colorado Springs | bis 59 kg      | vor Amanda Gerhart, Kanada und Wendy Garcia Patino, Mexiko |
| 2008 | 3.    | Junioren-WM in Istanbul                               | bis 59 kg      | nach Siegen über Wolha Hlebik, Belarus und Rio Watari, Japan, einer Niederlage gegen Johanna Mattsson, Schweden und einem Sieg über Geeta, Indien                                                                                |
| 2008 | 3.    | WM in Tokio                                           | bis 55 kg      | nach Siegen über Sofia Poumpouridou, Griechenland, Enid del Carmen Rivera Velasquez, Puerto Rico und Tatjana Grigorjewa, Belarus, einer Niederlage gegen Tetjana Lasarewa, Ukraine und einem Sieg über Ana Maria Pavăl, Rumänien |
| 2009 | 5.    | WM in Herning/Dänemark                                | bis 55 kg      | nach Siegen über Gudrun Annette Høie, Norwegen und Geeta, Indien und Niederlagen gegen Sona Ahmadli, Aserbaidschan und Alena Filipawa, Belarus                                                                                   |
| 2010 | 1.    | Golden-Grand-Prix in Klippan                          | bis 55 kg      | vor Chiho Hamada, Japan, Helen Maroulis und Trinity Plessinger, beide USA |
| 2010 | 2.    | Welt-Cup in Nanjing                                   | bis 55 kg      | hinter Chikako Matsukawa, Japan, vor Irina Chariw, Ukraine und Zhang Lan, China |
| 2010 | 10.   | Junioren-WM in Budapest                               | bis 55 kg      | nach einem Sieg über Isabella Strzalka, Polen und Niederlagen gegen Zhang Lan und Sorondsonboldyn Battsetseg, Mongolei |
| 2010 | 3.    | WM in Moskau                                          | bis 55 kg      | nach Siegen über Salina Sidakowa, Belarus und Ana Maria Pavăl, einer Niederlage gegen Saori Yoshida, Japan und Siegen über Um Ji-eun, Südkorea und Maria Gurowa, Russland                                                        |
| 2011 | 2.    | "Dave-Schultz"-Memorial Intern. in Colorado Springs   | bis 55 kg      | hinter Tonya Verbeek, Kanada, vor Helen Maroulis und Trinity Plessinger |
| 2011 | 1.    | Großer Preis von Frankreich in Tourcoing              | bis 55 kg      | vor Brittanee Laverdure, Kanada, Helen Maroulis und Yang Senlian, China |
| 2011 | 5.    | Welt-Cup in Liévin                                    | bis 55 kg      | hinter Chikako Matsukawa, Yang Senlian, Anna Gomis, Frankreich und Helen Maroulis |

## Nationale Erfolge
| Jahr | Platz | Wettbewerb                                | Gewichtsklasse | Ergebnisse                                                          |
| 2005 | 1.    | US-amerik. Juniorenmeisterschaft (Cadets) | bis 52 kg      | vor Nicole Darrow                                                   |
| 2006 | 1.    | US-amerik. Juniorenmeisterschaft (Cadets) | bis 60 kg      | vor Melissa Apodaca                                                 |
| 2007 | 4.    | USA-Meisterschaft                         | bis 59 kg      | hinter Leigh Jaynes, Erin Tomeo und Elaina Berube                   |
| 2007 | 1.    | US-amerik. Juniorenmeisterschaft          | bis 59 kg      | vor Amberle Montgomery                                              |
| 2007 | 2.    | WM-Trials                                 | bis 55 kg      | hinter Leigh Jaynes, vor Erin Tomeo und Shyla Iokia                 |
| 2007 | 1.    | US-amerik. Juniorenmeisterschaft (Cadets) | bis 60 kg      | vor Samantha Philipps                                               |
| 2008 | 5.    | USA-Meisterschaft                         | bis 55 kg      | hinter Marcie van Dusen, Jenny Wong, Kelsey Campbell und Deanne Rix |
| 2008 | 1.    | US-amerik. Juniorenmeisterschaft          | bis 59 kg      | vor Nicole Darrow und Ashley Hudson                                 |
| 2008 | 3.    | Olympia-Trials                            | bis 55 kg      | hinter Marcie van Dusen und Sally Roberts, vor Tina George          |
| 2008 | 1.    | WM-Trials                                 | bis 55 kg      | vor Chelynne Pringle, Amy Whitebeck und Natascha Umemoto            |
| 2009 | 4.    | USA-Meisterschaft                         | bis 59 kg      | hinter Kelsey Campbell, Deanna Rix und Schuyler Brown               |
| 2009 | 3.    | US-amerik. Juniorenmeisterschaft          | bis 59 kg      | hinter Schuyler Brown und Katarina Perez                            |
| 2009 | 1.    | WM-Trials                                 | bis 55 kg      | vor Leigh Jaynes, Whitney Conder und Michaela Hutchinson            |
| 2010 | 1.    | USA-Meisterschaft                         | bis 55 kg      | vor Helen Maroulis, Whitney Conder und Sharon Jacobsen              |
| 2010 | 1.    | US-amerik. Juniorenmeisterschaft          | bis 59 kg      | vor Schuyler Brown und Randi Beltz                                  |
| 2010 | 1.    | WM-Trials                                 | bis 55 kg      | vor Helen Maroulis und Leigh Jaynes                                 |

## Erläuterungen
- alle Wettbewerbe im freien Stil
- WM = Weltmeisterschaft